# Bob Buckley
Robert „Bob“ Thompson Buckley (geboren 1943 in Louisville, Kentucky) ist ein amerikanischer Science-Fiction-Autor.

## Leben
Buckley studierte Psychologie an der University of San Diego und arbeitete danach als Programmierer.
Zwischen 1979 und 2004 veröffentlichte er über 20 Kurzgeschichten im SF-Magazin Analog, wo auch sein erster Roman World in the Clouds in Fortsetzungen erschien, der beim Analog Readers Poll 1981 auf den dritten Platz kam. 
Seine Erzählung World of Crystal, Sky of Fire (1985) kam beim Analog Readers Poll 1986 ebenfalls auf den dritten Platz.

## Bibliografie
Romane
- World in the Clouds (3 Teile in: Analog Science Fiction/Science Fact, March 1980  ff.)
- Mars Awakened (2017)

Kurzgeschichten
1970:
- A Matter of Orientation (in: Analog Science Fiction/Science Fact, June 1970)

1972:
- The Star Hole (in: Analog Science Fiction/Science Fact, October 1972)
  - Deutsch: Das Sternenloch. In: Hans Joachim Alpers (Hrsg.): Kopernikus 3. Moewig Science Fiction #3523, 1981, ISBN 3-8118-3523-8.

1974:
- Forced Change (in: Analog Science Fiction/Science Fact, July 1974)
  - Deutsch: Erzwungene Veränderung. Übersetzt von Joachim Körber. In: Hans Joachim Alpers (Hrsg.): Das Kristallschiff. Droemer Knaur (Knaur Science Fiction & Fantasy #5726), 1980, ISBN 3-426-05726-3.
- Encounter Below Tharsis (in: Analog Science Fiction/Science Fact, December 1974)

1975:
- The Hunters of Tharsis (in: Analog Science Fiction/Science Fact, February 1975)

1976:
- Transfigurement (in: Analog Science Fiction/Science Fact, April 1976)
  - Deutsch: Die Umgewandelten. In: Hans Joachim Alpers (Hrsg.): Kopernikus 3. Moewig Science Fiction #3523, 1981, ISBN 3-8118-3523-8.
- Chimera (in: Analog Science Fiction/Science Fact, December 1976)
  - Deutsch: Schimären. Übersetzt von Klaus Diedrich. In: Hans Joachim Alpers (Hrsg.): Bestien für Norn. Droemer Knaur (Knaur Science Fiction & Fantasy #5722), 1980, ISBN 3-426-05722-0.

1978:
- The Runners (in: Analog Science Fiction/Science Fact, April 1978)
  - Deutsch: Die Renner. Übersetzt von Monika Paul. In: Jack M. Dann und Gardner R. Dozois (Hrsg.): Das große Dinosaurier-Lesebuch. Goldmann, 1992, ISBN 3-442-08233-1.

1979:
- Time’s Window (in: Analog Science Fiction/Science Fact, July 1979)

1981:
- Where No Man Goes (in: Omni, February 1981)
  - Deutsch: Reise ins Niemandsland. Übersetzt von Rainer Schmidt. In: Hans Joachim Alpers (Hrsg.): Kopernikus 4. Moewig Science Fiction #3539, 1981, ISBN 3-8118-3539-4.

1984:
- Peace in the Valley (in: Analog Science Fiction/Science Fact, August 1984)

1985:
- Ride a Dark Horse (in: Analog Science Fiction/Science Fact, April 1985)
- World of Crystal, Sky of Fire (in: Analog Science Fiction/Science Fact, October 1985)
- Runner (in: Analog Science Fiction/Science Fact, December 1985)

1986:
- Red Wolf (in: Analog Science Fiction/Science Fact, July 1986)

1990:
- The Man on the Spot (in: Analog Science Fiction and Fact, Mid-December 1990)

2004:
- The Dragon Wore Trousers (in: Analog Science Fiction and Fact, January-February 2004)
- Fool Efficient (in: Analog Science Fiction and Fact, July-August 2004)